# Suazi na Letnich Igrzyskach Olimpijskich Młodzieży 2010
Suazi na Letnich Igrzyskach Olimpijskich Młodzieży 2010 w Singapurze reprezentowało 3 sportowców w 2 dyscyplinach.

## Skład kadry

### Lekkoatletyka
Chłopcy:
- Mlandvo Shongwe - bieg na 200 m - 12 miejsce w finale

Dziewczęta:
- Sanelisiwe Tsabedze - bieg na 100 m - 24 miejsce w finale

### Pływanie
- Kathryn Millin
  - 50 m st. dowolnym - 37 miejsce w kwalifikacjach
  - 50 m st. motylkowym - 18 miejsce w kwalifikacjach